# Johann Giesen
Johann Giesen (* 15. Mai 1898 in Neukirchen-Vluyn; † 13. März 1966) war ein deutscher Politiker und Landtagsabgeordneter (CDU).

## Leben und Beruf
Nach dem Besuch der Realschule absolvierte er eine Lehrerausbildung, die er 1920 mit dem Examen ablegte. Ab 1933 war Giesen Einzelhandelskaufmann und nach dem Zweiten Weltkrieg Großhandelskaufmann. 

## Politik
Vom 20. April 1947 bis zum 17. Juni 1950 war Giesen Mitglied des Landtags des Landes Nordrhein-Westfalen. Er wurde im Wahlkreis 040 Moers-Süd direkt gewählt. Von Februar 1959 bis Mai 1962 war er Vorsitzender der CDU-Fraktion.
Von 1924 bis 1927 gehörte er als Mitglied einer konservativen Partei dem Gemeinderat der Gemeinde Neukirchen an. Ab 1946 war er Fraktionsvorsitzender der CDU im Rat der Gemeinde Neukirchen-Vluyn.